# Isabelle Weidemann
Isabelle Weidemann (Ottawa, 18 de julio de 1995) es una deportista canadiense que compite en patinaje de velocidad sobre hielo.
Participó en dos Juegos Olímpicos de Invierno, obteniendo tres medallas en Pekín 2022, oro en persecución por equipos (junto con Ivanie Blondin y Valérie Maltais), plata en 5000 m y bronce en 3000 m, y el cuarto lugar en Pyeongchang 2018, en persecución por equipo.
Ganó seis medallas en el Campeonato Mundial de Patinaje de Velocidad sobre Hielo en Distancia Individual entre los años 2020 y 2025.

## Palmarés internacional
| Juegos Olímpicos                           | Juegos Olímpicos                | Juegos Olímpicos  | Juegos Olímpicos        |
| Año                                        | Lugar                           | Medalla           | Prueba                  |
| ------------------------------------------ | ------------------------------- | ----------------- | ----------------------- |
| 2022                                       | Pekín (China)                   | Medalla de oro    | Persecución por equipos |
| 2022                                       | Pekín (China)                   | Medalla de plata  | 5000 m                  |
| 2022                                       | Pekín (China)                   | Medalla de bronce | 3000 m                  |
| Campeonato Mundial en Distancia Individual |                                 |                   |                         |
| Año                                        | Lugar                           | Medalla           | Prueba                  |
| 2020                                       | Salt Lake City (Estados Unidos) | Medalla de bronce | Persecución por equipos |
| 2021                                       | Heerenveen (Países Bajos)       | Medalla de plata  | Persecución por equipos |
| 2023                                       | Heerenveen (Países Bajos)       | Medalla de oro    | Persecución por equipos |
| 2024                                       | Calgary (Canadá)                | Medalla de plata  | 3000 m                  |
| 2024                                       | Calgary (Canadá)                | Medalla de plata  | Persecución por equipos |
| 2025                                       | Hamar (Noruega)                 | Medalla de bronce | Persecución por equipos |